# Кондра Ярослав Миколайович

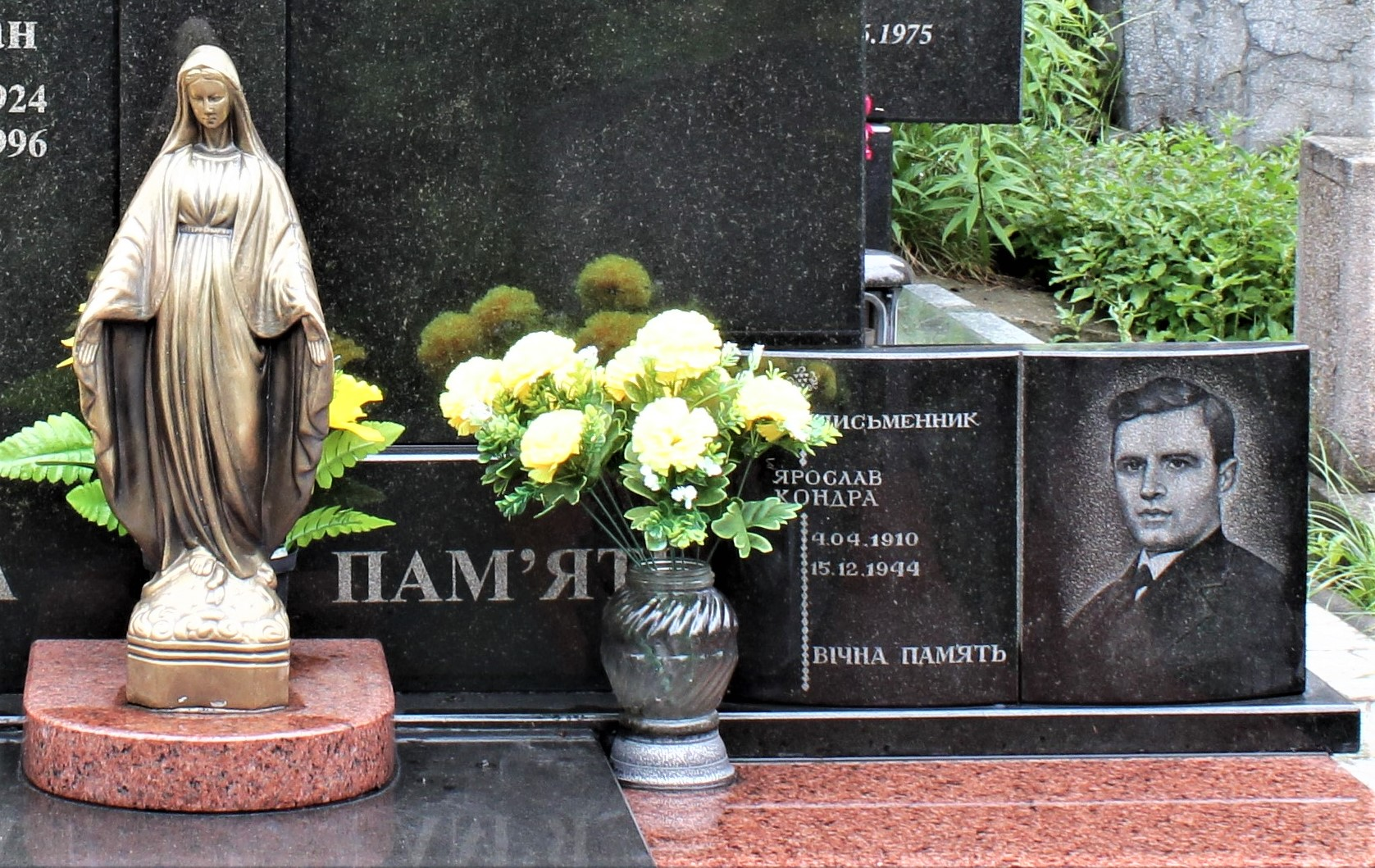
Нагробок на могилі письменника Ярослава Кондри.

Ко́ндра Яросла́в Микола́йович (*4 квітня 1910, c. Юр'ямпіль — †15 грудня 1944, Львів) — український поет, перекладач.

## Життя і творчість
Народився 4 квітня  1910 року в селі Юр'ямполі (нині Борщівський район Тернопільська область). Закінчив 1936 р. Львівський політехнічний інститут. Брав участь у революційному русі. Належав до літературної організації «Горно», співпрацював 1931—1932 рр. у журналі «Вікна». Друкувався з 1929 р.; збірка поезій «Юрба» [Архівовано 12 жовтня 2019 у Wayback Machine.] (1931 р.). Займався також перекладацькою справою.
Помер 15 грудня 1944 року у Львові, похований на 28-а полі  Янівського цвинтаря.